# Đội tuyển bóng rổ quốc gia Kiribati
Đội tuyển bóng rổ quốc gia Kiribati là đội tuyển bóng rổ đại diện cho Kiribati trong các trận đấu quốc tế. Đội tuyển này đã tham gia thi đấu tại Đại hội thể thao Thái Bình Dương 2015, nơi họ kết thúc với thành tích 0–4.

## Thành tích tại Đại hội thể thao Thái Bình Dương
Thành tích thi đấu của Kiribati tại Đại hội thể thao Thái Bình Dương:
- 2015: Vị trí thứ 9